# 19189 Stradivari
19189 Stradivari è un asteroide della fascia principale. Scoperto nel 1991, presenta un'orbita caratterizzata da un semiasse maggiore pari a 2,6789224 UA e da un'eccentricità di 0,1903738, inclinata di 14,26903° rispetto all'eclittica.